# Hanne Marie Svendsen
Hanne Marie Svendsen (født 27. august 1933 i Skagen) er en dansk forfatter. Fra 1954 og til hans død i 2018 var hun gift med Werner Svendsen, med hvem hun har tre børn. Hun har haft et studieophold i Nord- Syd- og Mellemamerika.

## Karriere
Hanne Marie Svendsen blev student fra Frederikshavn Gymnasium og derefter cand.mag. i nordisk sprog og litteratur i 1958.
Hun har arbejdet som lektor ved Københavns Universitet, som programmedarbejder ved Danmarks Radios Teater- og Litteraturafdeling og som anmelder af litteratur og teater ved forskellige dagblade. Hun lever nu udelukkende af at være forfatter.

### Bestyrelsesarbejde
Hun var medlem af Statens Kunstfonds litterære tremandsudvalg 1967-1970, af Statens Kunstfonds repræsentantskab 1970-1974, af bestyrelsen for PEN 1986-1992 og af bestyrelsen for Danske skønlitterære Forfattere 1993-1995.

### Forfatterskab
Hanne Marie Svendsen debuterede som skønlitterær forfatter med Mathildes drømmebog (1977). International udbredelse fik hun med Guldkuglen (1985, revideret udgave 1998), der er oversat til en lang række sprog.

## Hædersbevisninger
Bl.a.
- Kritikerprisen 1985,
- Tagea Brandts Rejselegat 1987,
- Herman Bangs Mindelegat 1987,
- Statens Kunstfonds livsvarige ydelse 1993,
- Dansk Litteraturpris for Kvinder 1998,
- Danmarks Radios pris for bedste roman 2004,
- Drachmannlegatet 2004